# 榮進製藥
榮進製藥，全稱株式會社榮進製藥（Eishin Pharmaceutical Co., Ltd.）是日本一家以漢方及草本理論為基礎，主營各種保健、護理產品及營養輔助食品的公司。

## 發展概況
- 1992年，創立於神戶市西區[1]
- 1998年，設立健康產業部門，開始經營健康食品
- 1999年，搬遷至大阪市北區同心
- 2004年，開始銷售管花肉蓯蓉原料、OEM產品
- 2007年，舉辦第一屆國際肉蓯蓉研討會 （页面存档备份，存于）(近畿大學)
- 2008年，健康食品開始出口至中國市場、舉辦第二屆國際肉蓯蓉研討會(近畿大學)
- 2009年，開始銷售新素材HAPLEX產品
- 2010年，舉辦第三屆國際肉蓯蓉研討會(新疆維吾爾族自治區)
- 2011年，開始銷售馬鬃油原液輝驪油
- 2012年，取得力二力作為強壯劑的專利 [2]（專利號為第4936507號 （页面存档备份，存于））
- 2013年，取得力二力作為肝保護劑的專利 [3]（專利號為第5410683號 （页面存档备份，存于））
- 2015年，搬遷至大阪市北區東天滿
- 2016年，將健康產業部門分出，公司化；並開始銷售救急套裝【減肥丸系列】

## 產品
- Diet Maru系列：
  - 消水丸
  - 美食急救包
- 少女茶花丸
- 煇驪油
- HAPLEX食用玻尿酸
- RIZIN力二力
- 光感忍者保濕面膜
- 光感忍者亮白面膜
- FRESHIA清肺丸
- A&D憶苗
- 思秋期

## 外部連結
- 株式會社榮進製藥官方網站 （页面存档备份，存于）
- 榮進製藥(香港)網站 （页面存档备份，存于）
- 第一屆國際肉蓯蓉研討會 （页面存档备份，存于）